# Neak Luong
Neak Luong, o Neak Leung (in lingua khmer:អ្នកលឿង), è una trafficata cittadina commerciale nella provincia di Prey Veng, in Cambogia. Situata sulle rive del Mekong lungo la Strada Nazionale N.1, è il centro del comune omonimo e capoluogo del distretto di Peam Ror. Un servizio di traghetto sul fiume la congiunge a Kampong Phnum, nella provincia di Kandal, che la fronteggia sulla riva opposta, ma il Mekong viene anche percorso in entrambe le direzioni del suo corso da barche da trasporto.

## Storia
A causa della posizione strategica, la città e il suo porto fluviale furono diverse volte terreno di battaglia nella storia moderna della Cambogia. Nell'agosto 1973, durante la Guerra civile in Cambogia, Neak Luong balzò al centro dell'attenzione internazionale quando un bombardiere Boeing B-52 Stratofortress americano sganciò per errore tonnellate di bombe sul centro cittadino.

### Il bombardamento del 1973
Neak Luong balzò al centro dell'attenzione internazionale dopo che il 6 agosto 1973, durante la Guerra civile cambogiana, un bombardiere Boeing B-52 Stratofortress americano sganciò per errore umano tonnellate di bombe sul centro cittadino. Morirono almeno 137 cambogiani e altri 268 furono feriti.
Più di 30 crateri di bomba erano disseminati lungo un miglio della strada principale ed un terzo della città fu completamente distrutto, mentre un altro terzo rimase gravemente danneggiato. Furono distrutti il mercato ed anche gli acquartieramenti dell'esercito.
L'avvenimento fu riproposto piuttosto accuratamente nel film del 1984 Urla del silenzio, del regista Roland Joffé, tratto dal libro The Death and Life of Dith Pran di Sydney Schanberg, il giornalista statunitense che documentò per primo la strage, personaggio principale del film assieme alla sua guida cambogiana, Dith Pran.

## Geografia fisica
Neak Luong è sorta all'intersezione di importanti rotte di commercio e trasporto. Si trova 61 km a sud-est di Phnom Penh, sulla riva destra del Mekong e si estende a cavallo della Strada Nazionale N.1, che porta dalla capitale Phnom Penh al confine con il Vietnam presso Bavet. La Strada Nazionale N.11 inizia proprio a Neak Luong e, dopo aver incontrato il capoluogo provinciale di Prey Veng 30 km più a nord, continua fino a congiungersi con la Strada Nazionale N.7 a Thnal Totoung, vicino alla città di Kampong Cham.
Attorno al piccolo porto fluviale si è sviluppato un mercato assai frequentato, con abbondanza di prodotti agricoli locali e di frutta importata dal Vietnam via terra o via fiume.

## Caratteristiche
La provincia di Prey Veng si estende sulla pianura alluvionale del Mekong ed il terreno piatto viene facilmente allagato durante la stagione delle piogge, risultando percorribile in esteso solo con imbarcazioni. Neak Luong si trova invece su terreno leggermente rialzato. Data anche la posizione centrale nella provincia, diverse agenzie di aiuto e sviluppo, governative e non, hanno preferito aprire i loro uffici a Neak Luong anziché nel capoluogo di Prey Veng.
I traghetti che attraversano il Mekong a Neak Luong sono una parte essenziale delle poco sviluppate infrastrutture di trasporto della Cambogia. Le imbarcazioni attuali sono state acquistate nel 1997, grazie ad un prestito di 20 milioni di dollari USA garantito dalla "Mekong River Commission" (MRC) per il rinnovamento delle attrezzature. Malgrado ciò spesso ci sono gravi ritardi nelle operazioni di attraversamento. La non operatività di un singolo ferry o un traffico particolarmente pesante possono causare il formarsi di code di migliaia di veicoli e attese di ore.

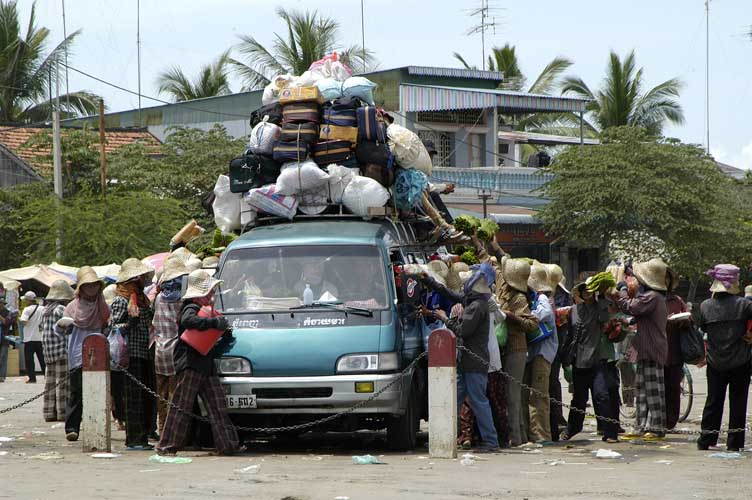
I piccoli commercianti convergono su un furgoncino stracolmo in attesa del traghetto per Neak Luong

Il primo ponte sul Mekong in territorio cambogiano è stato costruito a Kampong Cham grazie alla collaborazione del Giappone e aperto nel 2001. Il Governo Reale della Cambogia ha inseguito per anni i capitali necessari a costruire un secondo ponte presso Neak Luong: a partire dal 2002, il governo ha sottoposto almeno 4 proposte di finanziamento al governo giapponese. Nel giugno 2007, il primo ministro Hun Sen nel corso di una visita ufficiale in Giappone ha presentato un appello diretto per ottenere l'aiuto del governo giapponese nella costruzione del ponte. Il governo giapponese ha accolto l'appello. Si stima che il progetto di costruzione e la valutazione di impatto ambientale verranno completati per la fine del 2007.